# موفق علاف
موفق علاف (1927–1996) كان دبلوماسياً سورياً، وسفيراً سابقاً لدى الأمم المتحدة.  شغل موفق منصب وكيل الأمين العام للأمم المتحدة في جنيف، وترأس الوفد السوري في مؤتمر مدريد للسلام ومحادثات السلام اللاحقة مع إسرائيل.
حصل علاف على دبلوم في العلاقات الدولية من جامعة دمشق، وحصل على "وسام الخدمات لجمهورية النمسا بالذهب مع الوشاح" من الرئيس النمساوي كورت فالدهايم في شباط/فبراير 1987.